# Чечельник
Чечельни́к — селище на східному Поділлі, розташоване над р. Савранкою (притока Південного Бугу), центр Чечельницької селищної громади Гайсинського району Вінницької області; 4 920 мешканців (2020). Найкоротший шлях до обласного центру проходить автошляхом М12, який збігається із єврошосе E50, далі траса переходить в Р33. До 2020 року був центром колишнього Чечельницького району.

## Назва
У низці польських джерел відзначається, що Чечельник має тюркську (татарську) назву і по-татарськи називався Чачанлик (Czaczanlyk).
Особливо на такому походженні назви наполягає О. Яблоновський, розглядаючи різні сторони колонізації України — Брацлавщини. Серед багатьох тюркських назв, які збереглися на Брацлавщині, він згадує Чечельник та Саврань. При згадці про Чечельник пише, що первісна назва — Чачанлик (Czaczanlyk) з часом в українській мові трансформувалася в Чечельник.
На карті «Брацлавського воєводства» Г. Л. де Боплана Чечельник зазначено як Czaczanik — Чачанік.
Підтвердженням тюркського походження назви Чечельника може були легенда, записана у 1989 р. від колишнього директора Чечельницької середньої школи Г. О. Гальчинського, яку йому нібито прочитали зі старої польської книги у Вінниці. За цією легендою Чечельник заснований у XVI ст. татарином — утікачем Чаганом, який одружився з православною дівчиною, перейняв православну віру й поселився на правому березі р. Савранки. Хутір назвав Чаганлук. Люди, які селилися поряд, називали хутір — Чачанлук, з часом назва трансформувалася в Чачанлик, а ще пізніше — в Чечельник. У російськомовній літературі кінця ХІХ ст. вказується, що Чечельник (давній Чачанлик) назву свою одержав від свого засновника «Чечели».

## Історія
1978 року археологами на території селища було відкрито поселення часів трипільської культури кінця IV — початку ІІІ тис. до н. е. та черняхівської культури ІІ-V століття н. е.
Перша згадка про сторожові поселення на місці теперішнього Чечельника на краю Буджацького степу датується 1529 роком. Чачумлик названо Чечельником. Хто хотів мати вино з Мунтенії та Волощини, не міг його іншою дорогою перевозити, тільки через Чечельник. Статусу містечка Чечельник набув 1635 року. Під містом збереглись підземні ходи часів становлення козаччини, де переховувались мешканці під час татарських набігів та інших бойових дій. За Речі Посполитої володіння князів Любомирських.
У 1795 році було створено Ольгопольський повіт і Чечельник перейменовано на Ольгопіль. У цей період місто користувалося гербом (імовірно, створеним у місцевій губернській канцелярії) з символікою: «річка, що проходить посеред золотих пісків». Згодом, у 1812 році повітовий центр було перенесено до Рогузки-Чечельницької, яку було перейменовано на Ольгопіль, а Чечельнику повернуто попередню назву.
У 1796 році указом імператриці Катерини II містечко передано у власність російському графу Івану Гудовичу.
За переписом 1897 року кількість мешканців зросла до 7993 осіб (3900 чоловічої статі та 4093 — жіночої), з яких 3581 — православної віри, 971 католик та 3388 юдеїв.
Станом на 1905 р. у Чечельнику знаходилися: 1 православна церква, 1 римо-католицький костьол, 6 єврейських молитовних шкіл, міністерське двокласне училище, сільське училище, єврейське училище, поштово-телеграфне відділення, станова квартира, волосне правління, волосний банк, міщанська управа, урядний пункт, лікарня, аптека та 2 аптечних склади, акціонерне товариство, цукровий завод, винокурний ректифікаційний завод, пивоварний завод, цегельний завод, 4 водяних млини, паровий млин, 11 заїжджих будинків.
У роки Другої світової війни діяло гетто, куди нацистами насильно зганялися євреї для компактного мешкання та подальших репресій.
У 1957 р. с. Липецьке було приєднане та/або включене в смугу до села Чечельник.
У грудні 1961 року село (містечко) Чечельник віднесено до категорії селищ міського типу.
12 червня 2020 року, відповідно розпорядження Кабінету Міністрів України № 707-р «Про визначення адміністративних центрів та затвердження територій територіальних громад Вінницької області», село увійшло до складу Чечельницької селищної громади.
17 липня 2020 року, в результаті адміністративно-територіальної реформи і ліквідації Чечельницького району, село увійшло до складу Гайсинського району.

## Населення
1898 року з 7000 мешканців 1967 були євреями. Зараз абсолютна більшість 5-тисячного населення — українці.

### Мова
Розподіл населення за рідною мовою за даними :
| Мова            | Кількість | Відсоток |
| --------------- | --------- | -------- |
| українська      | 5495      | 98.30 %  |
| російська       | 72        | 1.29 %   |
| румунська       | 6         | 0.11 %   |
| білоруська      | 4         | 0.07 %   |
| болгарська      | 2         | 0.04 %   |
| вірменська      | 1         | 0.01 %   |
| угорська        | 1         | 0.01 %   |
| польська        | 1         | 0.01 %   |
| єврейська       | 1         | 0.01 %   |
| інші/не вказали | 7         | 0.15 %   |
| Усього          | 5590      | 100 %    |

## Пам'ятні місця

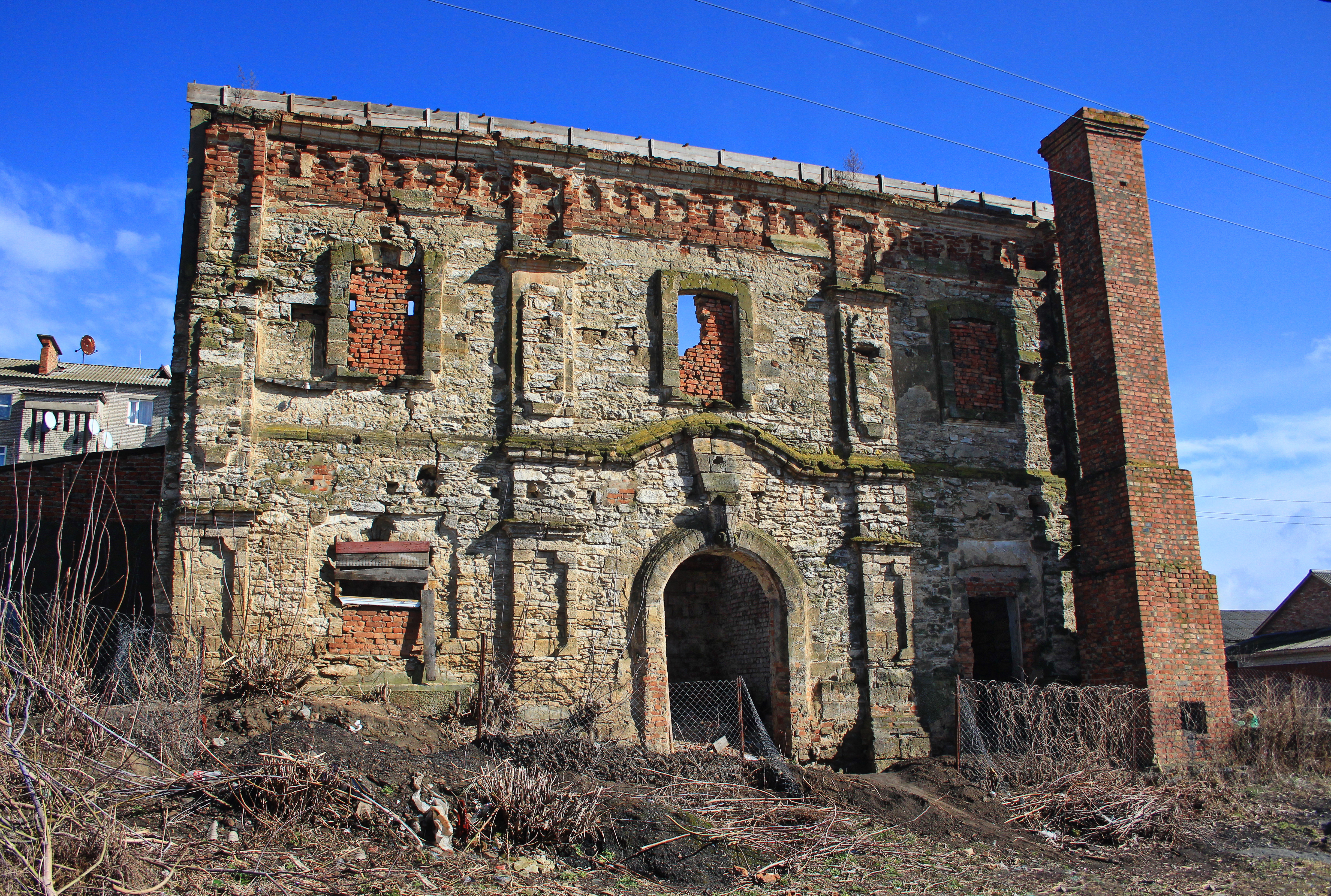
Синагога (Чечельник)

### Церкви
- Костел святого Йосипа Обручника, збудований у 1751 р. князем Любомирським. Парафіяльний костел існував у 1772 р. Мурований костел св. Йосифа збудовано у 1786 р. В ньому був чудотворний образ Богородиці. Парафія діяла в 1850 р. Наприкінці 1920х років храм було закрито, а пізніше використовувано під різні потреби не за призначенням. Храм було повернено вірним 27 серпня 1990 року, а доти св. Меса звершувалась в капличці на парафіяльному цвинтарі.
- Православна церква
- Архангело-Михайлівський жіночий монастир[17]- найвища дзвіниця на Вінниччині.

### Природно-заповідний фонд
- Національний природний парк Кармелюкове Поділля
- Орнітологічний заказник місцевого значення Ставки
- Ботанічна пам'ятка природи загальнодержавного значення Ромашково
- Ботанічна пам'ятка природи загальнодержавного значення Терещуків яр

## Ландшафт, рельєф
Річка Савранка (права притока Південного Бугу).

## Промисловість, комунікації, народне господарство
Харчова промисловість, зокрема цукроварня (заснована 1875), спиртовий, комбікормовий та цегляний заводи, промкомбінат.
У межах селища розташовано ретранслятор «Київстар», частково селище покрито мережею Vodafone.
Із смт регулярно здійснюються автобусні рейси до сіл Чечельницького району, сусідніх райцентрів Кодими, Бершаді, Тростянця, Балти та Подільська, а також до Вінниці, Одеси та Києва.
За 11 км від смт розташована залізнична станція Дохно (вузькоколійка Рудниця — Гайворон). Залізнична станція Чечельник не діє з 1995 року. Гілку Дохно — Чечельник розібрано у 2003 році. Найближча ширококолійна залізнична станція — Кодима (29 км).

## Спорт

### Футбол
Шкільна команда з футболу:
- 2010 — друге місце у районі;
- 2011 — перше місце у районі

## Відомі люди

Клариса Ліспектор

- Чечель Дмитро Васильович (пом. 1708) — «дворянин» гетьмана Івана Мазепи, керівник оборони Батурина

### Народилися
- Вільгельм Яблонський — видатний український трубач, педагог, Заслужений діяч мистецтв УРСР (1969), професор Київської консерваторії (1935—1975).
- Лабзіна Варвара Яківна — лікар-педіатр, заступник головного лікаря лікарні Охматдит, Заслужений лікар (17 грудня 1926, Чечельник — 2 січня 2007 м. Київ)
- Клариса Ліспектор (10 грудня 1920, Чечельник — 9 грудня 1977, Ріо-де-Жанейро) — бразилійська письменниця
- Косаківський Віктор Афанасійович (* 1962) — музеєзнавець, етнограф, фольклорист, археолог
- Мільман Давид Пінхусович — математик, знавець функціонального аналізу, зокрема теорії операторів.
- Войт Олександр Олександрович (1974—2022) — молодший сержант Збройних сил України, учасник російсько-української війни.
- Соловей Олександр Васильович (27 лютого 2004) — спортсмен, двократний переможець у рукопашному бої.

### Померли
- Фещак Яким — капелан УГА, помер від тифу.

### Поховані
- Станіслав Ізидор Собанський — дідич; в родовій каплиці[18]